# Mon légionnaire (film)
Mon légionnaire è un film del 2021 scritto e diretto da Rachel Lang.

## Trama
La giovane Nika e il fidanzato Vlad, un militare, lasciano l'Ucraina e si trasferiscono in un accampamento militare in Corsica. Qui Nika conosce Céline, la moglie del comandante della legione straniera Maxime.

## Produzione

### Sviluppo
Nel gennaio 2018 è stato annunciato che Rachel Lang avrebbe diretto il film, di cui è anche sceneggiatrice. Nel novembre 2019 Louis Garrel, Camille Cottin, Ina Marija Bartaité e Aleksandr Kuznecov si sono uniti al cast e BAC Films ha acquistato i diritti di distribuzione del film.

## Distribuzione
Mon légionnaire ha avuto la sua prima alla Quinzaine des Réalisateurs del Festival di Cannes il 15 luglio 2021. Il film è stato distribuito nelle sale francesi a partire dal 6 ottobre dello stesso anno.